# Paltin
Paltin es una comuna ubicada en el distrito de Vrancea, Rumania.

## Superficie
Posee una superficie de 41,28 kilómetros cuadrados.

## Demografía
Hasta 2021 la población era de 1968 habitantes, con una densidad de población de 47,67 habitantes por kilómetro cuadrado.